# 특별한 배달
특별한 배달(Special Delivery)은 캐나다에서 제작된 존 웰던 감독의 1978년 애니메이션 영화이다.
아카데미 단편 애니메이션상, 애니마페스트 자그레브 1위상을 수상했다. 영어판과 프랑스어판이 개봉되었다.